# 어도비 프리미어 프로
어도비 프리미어 프로(Adobe Premiere Pro)는 실시간, 타임라인 기반의 영상 편집 응용 소프트웨어이다. 어도비 시스템즈가 만든 그래픽 디자인, 영상 편집, 웹 개발 응용 프로그램의 제품군인 어도비 크리에이티브 클라우드에 속해 있다. 프리미어 프로는 수많은 하드웨어와 소프트웨어 파트너를 가지고 있으며, 매트록스 RT.X2와 같은 고급 영상 편집 카드의 OEM 패키지로 포함되어 있다.

## 개요
프리미어 프로는 어도비 프리미어의 업그레이드판으로, 2003년에 공개되었다. 프리미어가 지금은 매킨토시를 지원하지만, 프리미어 프로 1.x와 2.0은 크로스플랫폼 개발에 따른 비용, 그리고 맥 OS의 수많은 경쟁 제품 때문에 맥 OS를 지원하지 않는다. 그러나 2007년 7월 1일에 발표한 프리미어 프로 CS3 (3.0)의 경우, 윈도와 매킨토시 운영 체제(인텔 기반의 맥에서만)를 모두 지원하고 있다.
새롭게 구성된 프리미어 프로는 영화와 영상 제작에서 자주 사용되고 있으며  슈퍼맨 리턴즈, 다나 브라운, 더스트 투 글로리와 같은 영화 작품들에도 사용되었다.
 (비디오 캡처 처리의 경우) 또, 마돈나의 콘페션스 투어와 같은 곳에서도 사용되었다.
2004년에 공개된 버전 1.5은 고선명 비디오 콘텐츠에 대한 지원을 개선하였으며 새로운 프로젝트 관리 도구와 새로운 필터를 추가하였다. 24p 동영상을 지원하며(파나소닉의 DVX-100) 버전 1.5.1의 경우 HDV에 대한 지원을 추가하였다. 버전 2.0은 더 나아가 24p와 HDV 편집을 세련되게 하고, 캐논 24F를 비선형으로도 완전하게 지원한다. (이를테면 캐논 HV20, 캐논 XL H1과 같은 캠코더를 사용하여)

프리미어 프로 CS3는 블루레이, MPEG-4/H.264, 그리고 플래시 기반의 웹사이트로의 출력을 지원한다. 또, 단순화된 가변 프레임 레이트기능인 타임 리매핑(Time Remapping) 기능도 지원한다. 프리미어 프로 CS3 3.1.0은 네이티브 파나소닉 P2 MXF 가져오기, DVCPRO, DVCPRO50, DVCPRO HD 자료의 편집, 내보내기를 지원한다.
프리미어 프로 버전 2.0 이후로 프로세서가 SSE2를 지원할 것을 요구한다.
초기 진입 버전인 어도비 프리미어 엘리먼츠는 소비자 시장에서 구입할 수 있다.
프리미어 프로는 애플의 파이널 컷 프로와 경쟁하고 있다.

## 출시 역사
| 버전                                                   | 출시일           | 아이콘       | 플랫폼       | 코드명   |
| ------------------------------------------------------ | ---------------- | ------------ | ------------ | -------- |
| Premiere Pro 1.0 (Premiere Pro CS, Adobe Premiere 7.0) | 2003년 8월 21일  |              | 윈도우 및 맥 | Columbo  |
| Premiere 7.5 / Premiere Pro 1.5 / CS1                  | 2004년 4월       |              | Starsky      |          |
| Premiere 8.0 / Premiere Pro 2.0 / CS2                  | 2005             |              |              | Stingray |
| Premiere Pro CS3                                       | 2007             |              | 윈도우 및 맥 | Buffy    |
| Premiere Pro CS4                                       | 2008             |              | 윈도우 및 맥 | Ironside |
| Premiere Pro CS5                                       | 2010             |              | 윈도우 및 맥 | Scully   |
| Premiere Pro CS5.5                                     | 2011             | 윈도우 및 맥 | Mulder       |          |
| Premiere Pro CS6                                       | 2012             |              | 윈도우 및 맥 |          |
| Premiere Pro CC 2013                                   | 2013             |              | 윈도우 및 맥 |          |
| Premiere Pro CC 2014                                   | 2014             | 윈도우 및 맥 |              |          |
| Premiere Pro CC 2015                                   | 2015             |              | 윈도우 및 맥 |          |
| Premiere Pro CC 2017 (11.0)                            | 2016             | 윈도우 및 맥 | Tornado      |          |
| Premiere Pro CC 2018 (12.0)                            | 2017년 10월 19일 | 윈도우 및 맥 |              |          |
| Premiere Pro CC 2019 (13.0)                            | 2018년 10월 15일 | 윈도우 및 맥 | Eraldicon    |          |
| Premiere Pro CC 2019 (13.1)                            | 2019년 4월 3일   | 윈도우 및 맥 | Magician     |          |
| Premiere Pro CC 2019 (13.1.1)                          | 2019년 4월 17일  | 윈도우 및 맥 |              |          |
| Premiere Pro CC 2019 (13.1.2)                          | 2019년 4월 23일  | 윈도우 및 맥 |              |          |
| Premiere Pro CC 2019 (13.1.3)                          | 2019년 7월 12일  | 윈도우 및 맥 |              |          |
| Premiere Pro CC 2019 (13.1.4)                          | 2019년 7월 28일  | 윈도우 및 맥 |              |          |
| Premiere Pro CC 2019 (13.1.5)                          | 2019년 9월 18일  | 윈도우 및 맥 |              |          |
| Premiere Pro CC 2020 (14.0)                            | 2019년 11월 4일  | 윈도우 및 맥 | Labyrinth    |          |
| Premiere Pro CC 2020 (14.3)                            | 2020년 6월       |              | 윈도우 및 맥 |          |
| Premiere Pro CC 2021 (15.0)                            | 2021년 3월 10일  | 윈도우 및 맥 | Tokneneng    |          |
| Premiere Pro CC 2022 (22.0)                            | 2021년 10월 26일 | 윈도우 및 맥 |              |          |

## 어도비 프리미어 프로를 이용해 편집한 저명한 영화
- 액트 오브 밸러: 최정예 특수부대
- 아바타 (2009년 영화)
- 데드풀 (영화)
- 더스트 투 글로리
- 에브리씽 에브리웨어 올 앳 원스
- 나를 찾아줘
- 휴고 (영화) (VFX 작업 제외)
- 인 어 하트비트
- 몬스터즈 (영화)
- 수퍼맨 리턴즈
- 소셜 네트워크 (영화)
- 터미네이터: 다크 페이트

## 같이 보기
- 어도비 크리에이티브 제품군
- 어도비 크리에이티브 클라우드